# Medaille für Verdienste um die Freundschaft der Völker
Die Medaille für Verdienste um die Freundschaft der Völker war eine nichtstaatliche Auszeichnung   der Liga für Völkerfreundschaft der Deutschen Demokratischen Republik (DDR), welche 1974 anlässlich des 25. Jahrestages der Gründung der DDR in einer Stufe in Gold gestiftet wurde. Ihre Verleihung erfolgte für die Förderung, Entwicklung und Vertiefung der freundschaftlichen Beziehungen zwischen der DDR und anderen Ländern. Im Gegensatz zu ihrem Pendant, der Ehrennadel für Verdienste um die Freundschaft der Völker wurde die Medaille, die ansonsten identisch mit der Ehrennadel ist, mit Spange getragen.

## Aussehen und Trageweise
Die vergoldete Medaille ist nahezu quadratisch, 34 mm breit und steht mit einer Spitze auf dem Kopf. Auf ihr ruht ein rundes Medaillon, das beinahe ganz das Quadrat, bis auf die Spitzen, einnimmt. Mittig des Medaillons ist das Symbol der Liga der Völkerfreundschaft zu sehen, ein stilisierter Globus mit Äquator und Längen und Breitengraden mit angedeuteten verteilten Punkten. Umschlossen wird der Globus von einem Schriftring mit der Umschrift: FÜR VERDIENSTE UM DIE VÖLKERFREUNDSCHAFT DER DDR. Getragen wurde die Medaille an einer weiß lackierten und plastikbeschichteten weißen Spange, in der eine Miniatur des Avers der Medaille eingeprägt wurde, an der linken oberen Brustseite.

## Träger der Medaille (ergänzen)
- Erich A. Bischof, Grafiker